# Ꜧ
Ne doit pas être confondu avec la lettre cyrillique heng ‹   › ou la lettre cyrillique enne crochet ‹ Ӈ ӈ ›.
Cette page contient des caractères spéciaux ou non latins. S’ils s’affichent mal (▯, ?, etc.), consultez la page d’aide Unicode.
Le Ꜧ (minuscule ꜧ), appelé heng, est une lettre additionnelle de l’écriture latine qui était utilisée dans l'écriture de certaines langues mayas pour représenter un consonne fricative uvulaire. Il a aussi été utilisé dans l’Alphabet nordique unifié pour l’écriture de langues du nord de la Russie dans les années 1930, comme en kete, khanty, mansi, nénètse, nivkhe, ainsi que dans d’autres alphabets comme ceux du tchétchène ou de l’ingouche dans les années 1920 et 1930. Il est aussi utilisé dans quelques notations phonétiques comme la transcription Dania ou la transcription de l’Atlas linguistique roumain.
Cette lettre est formée d'un H diacrité par un hameçon.

## Utilisation
Chao Yuen Ren a utilisé ‹ ꜧ › comme symbole phonétique pour représenter le phonème hypothétique anglais qui aurait [h] (présent uniquement en début de syllabe) et [ŋ] (présent uniquement en fin de syllabe) comme allophones, pour illustrer les lacunes des paires minimales. Normalement [h] et [ŋ] sont considérés comme étant des phonèmes distincts en anglais mais il n’existe pas de paire minimale, c’est-à-dire qu’il n’y a pas deux mots distincts dont la seule différence phonétique serait ces deux sons.
Le heng a été utilisé dans l’Alphabet nordique unifié pour l’écriture de langues du nord de la Russie dans les années 1930, comme en kete, khanty, mansi, nénètse, nivkhe, ainsi que our l’écriture de l’ingouche.
Dans la transcription phonétique de l’Atlas linguistique roumain, ‹ ꜧ › représente une consonne fricative glottale voisée [ɦ].

## Variantes et formes
| Majuscule | Minuscule | Description |
| --------- | --------- | --- |
|           |           | Formes où la majuscule est basée sur un H. |
|           |           | Formes où la majuscule est construite comme la minuscule avec un fût, une panse et un crochet ; formes utilisées dans l’Alphabet nordique unifié, notamment en nivkhe ou en ingouche. |
|           |           | Formes utilisées en tchétchène dans les années 1920 et 1930. |

## Représentations informatiques
Le heng peut être représenté par les caractères Unicode suivants (latin étendu D) :
| formes    | représentations | chaînes de caractères | points de code | descriptions                 |
| --------- | --------------- | --------------------- | -------------- | ---------------------------- |
| capitale  | Ꜧ               | Ꜧ                     | U+A726         | lettre majuscule latine heng |
| minuscule | ꜧ               | ꜧ                     | U+A727         | lettre minuscule latine heng |